# Joey Valence & Brae
 (juillet 2023).
La mise en forme du texte ne suit pas les recommandations de Wikipédia : il faut le « wikifier ».
Les points d'amélioration suivants sont les cas les plus fréquents. Le détail des points à revoir est peut-être précisé sur la page de discussion.
- Les titres sont pré-formatés par le logiciel. Ils ne sont ni en capitales, ni en gras.
- Le texte ne doit pas être écrit en capitales (les noms de famille non plus), ni en gras, ni en italique, ni en « petit »…
- Le gras n'est utilisé que pour surligner le titre de l'article dans l'introduction, une seule fois.
- L'italique est rarement utilisé : mots en langue étrangère, titres d'œuvres, noms de bateaux, etc.
- Les citations ne sont pas en italique mais en corps de texte normal. Elles sont entourées par des guillemets français : « et ».
- Les listes à puces sont à éviter, des paragraphes rédigés étant largement préférés. Les tableaux sont à réserver à la présentation de données structurées (résultats, etc.).
- Les appels de note de bas de page (petits chiffres en exposant, introduits par l'outil «  Source ») sont à placer entre la fin de phrase et le point final[comme ça].
- Les liens internes (vers d'autres articles de Wikipédia) sont à choisir avec parcimonie. Créez des liens vers des articles approfondissant le sujet. Les termes génériques sans rapport avec le sujet sont à éviter, ainsi que les répétitions de liens vers un même terme.
- Les liens externes sont à placer uniquement dans une section « Liens externes », à la fin de l'article. Ces liens sont à choisir avec parcimonie suivant les règles définies. Si un lien sert de source à l'article, son insertion dans le texte est à faire par les notes de bas de page.
- La présentation des références doit suivre les conventions bibliographiques. Il est recommandé d'utiliser les modèles {{Ouvrage}}, {{Chapitre}}, {{Article}}, {{Lien web}} et/ou {{Bibliographie}}. Le mode d'édition visuel peut mettre en forme automatiquement les références.
- Insérer une infobox (cadre d'informations à droite) n'est pas obligatoire pour parachever la mise en page.

Pour une aide détaillée, merci de consulter Aide:Wikification.
Si vous pensez que ces points ont été résolus, vous pouvez retirer ce bandeau et améliorer la mise en forme d'un autre article.
 (juillet 2023).
Le contenu est difficilement compréhensible vu les erreurs de traduction, qui sont peut-être dues à l'utilisation d'un logiciel de traduction automatique.
Joey Valence & Brae est un duo de hip-hop américain composé des chanteurs Joseph Bertolino et Braedan Lugue.

## Biographie
Bertolino et Lugue se sont rencontrés lors de leur première année à l'université d'État de Pennsylvanie, où ils sont devenus amis et ont commencé à créer de la musique ensemble. Leur premier single "Crank It Up" est sorti en 2021.
Leur septième single, "Punk Tactics", est sorti en 2022. La chanson a été comparée à la musique des Beastie Boys et à d'anciennes chansons de hip-hop alternatif, avec de fréquentes références aux jeux vidéo et aux mèmes Internet, et elle est devenue virale sur les médias sociaux.
En février 2022, le duo a été invité à l'émission The Ellen DeGeneres Show.
Le 7 septembre 2023, ils sortent leur premier album studio, Punk Tactics, contenant des singles déjà publiés ainsi que 4 nouveaux morceaux.

## Discographie

### Albums
- NO HANDS (2024)
- PUNK TACTICS (2023)

### Singles
- Crank It Up (2021)
- Underground Sound (2021)
- Like What (2021)
- I'm Fresh (2021)
- Double Jump (2021)
- Ready Set (2022)
- Punk Tactics (2022)
- Hooligang (2022)
- Startafight (2022)
- Watch Yo Step (2022)
- Tanaka (2022)
- Tanaka 2 (2022, en vedette Logic)
- Club Sandwich (2022)
- Drop!! (2023)
- Dance Now (2023)
- RN (2023)

### Tours
- JVB Welcome To The Club Tour (2023)